# Videogame Rating Council
Videogame Rating Council ou VRC (em português: Conselho de Avaliação dos Jogos Eletrônicos) é uma extinta organização governamental estadunidense que classificava os jogos eletrônicos consoante conteúdo e faixa etária dos consoles da Sega.